# Kadeem Hardison

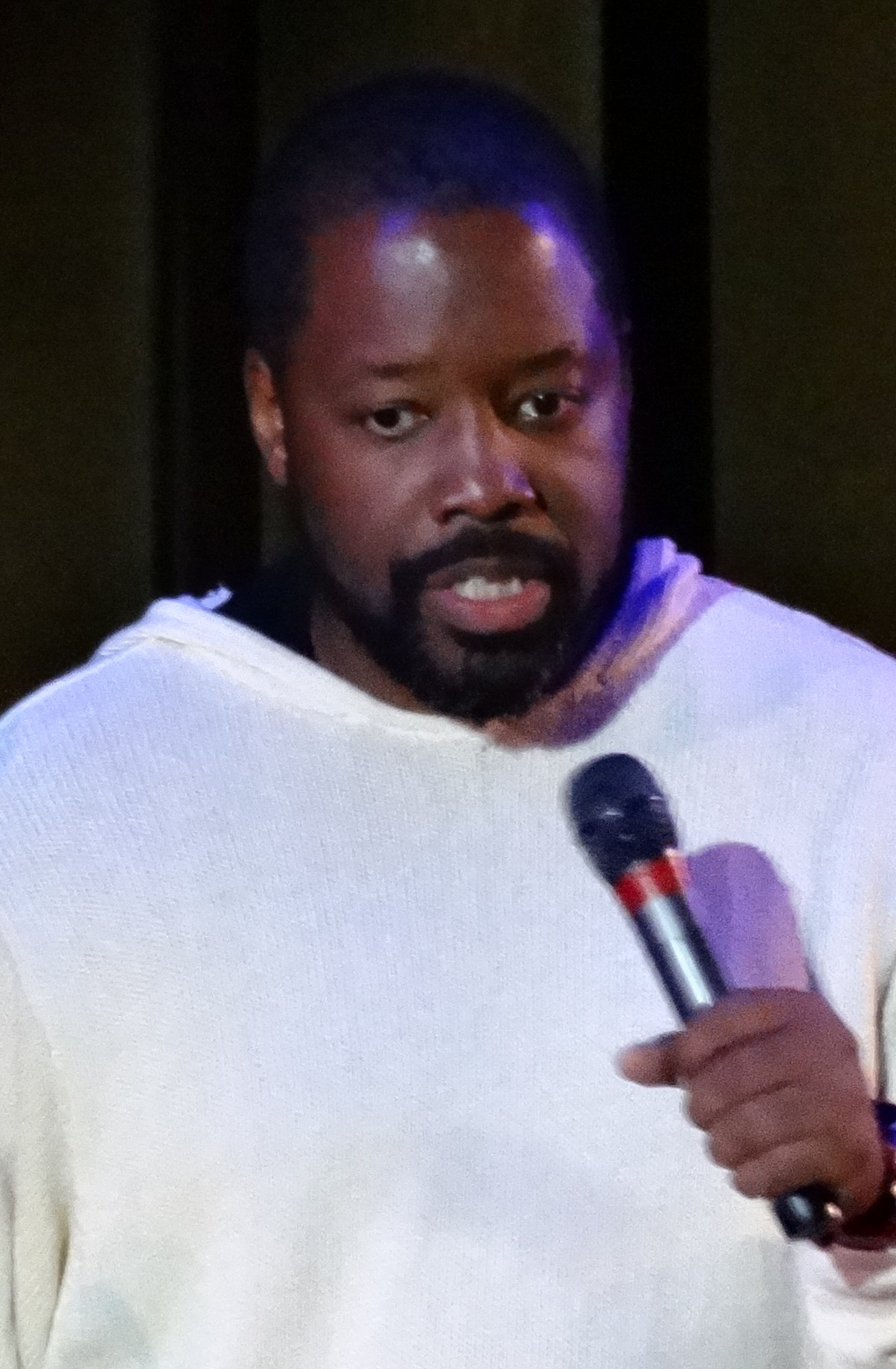
Kadeem Hardison (2013)

Kadeem Hardison (* 24. Juli 1965 in New York City) ist ein US-amerikanischer Schauspieler.
Er spielte von 1987 bis 1993 in 132 Folgen der Fernsehserie College Fieber die Hauptrolle des Dwayne Wayne. 1992 übernahm er eine Rolle in dem Film Weiße Jungs bringen’s nicht und 1995 in Vampire in Brooklyn. In der Komödie Mr. Bill (1994) von Penny Marshall und mit Danny DeVito spielte er die Rolle des Soldaten Pvt. Jamaal Montgomery, einer Ulknudel, die zu allem und jedem einen Kommentar hat und bis Filmende zu einer seriösen Persönlichkeit findet, ohne ihre eigene Persönlichkeit zu leugnen oder zu verlieren. 2006/2007 übernahm er in zwei Folgen die Rolle des Howard Gemeiner in der Serie Dr. House. 2008 war er in Verliebt in die Braut zu sehen.
1988 war Hardison für den Young Artist Award nominiert, 1991 und 1992 konnte er den Image Award für die beste Hauptrolle für seinen Part in College Fieber gewinnen.

## Filmografie (Auswahl)
- 1984: Wo das Grauen lauert (House of Dies Drear)
- 1984: Die Bill Cosby Show (Fernsehserie, 1 Folge)
- 1987: Terror Night – Hochhaus in Angst (Enemy Territory)
- 1987–1993: College Fieber (A Different World, Fernsehserie, 136 Folgen)
- 1988: Ghettobusters (I’m Gonna Git You Sucka)
- 1990: Vampire in New York (Def by Temptation)
- 1992: Weiße Jungs bringen’s nicht (White Men Can’t Jump)
- 1993: Gunmen
- 1994: Mr. Bill (Renaissance Man)
- 1995: Panther
- 1995: Vampire in Brooklyn (Wes Craven’s Vampire In Brooklyn)
- 1997: Der Teamgeist (The Sixth Man)
- 1997: Drive – Keiner schlägt härter (Drive)
- 2000: Just Shoot Me – Redaktion durchgeknipst (Fernsehserie, eine Folge)
- 2002: Showtime
- 2002: Red Skies (Fernsehfilm)
- 2003: Abby (Fernsehserie, 10 Folgen)
- 2006: My Name Is Earl (Fernsehserie, eine Folge)
- 2006–2007: Dr. House (Fernsehserie, 2 Folgen)
- 2008: Verliebt in die Braut (Made of Honor)
- 2009: Cold Case – Kein Opfer ist je vergessen (Cold Case, Fernsehserie, eine Folge)
- 2009: Sister Switch
- 2010: Ghost Whisperer – Stimmen aus dem Jenseits (Ghost Whisperer, Fernsehserie, eine Folge)
- 2011: Queen of Hearts
- 2011: The Hop Off
- 2013: Cult (Fernsehserie, 8 Folgen)
- 2014: Android Cop
- 2015–2018: K.C. Undercover (Fernsehserie)
- 2020: Teenage Bounty Hunters (Fernsehserie)

Videospiele
- 2013: Beyond: Two Souls (Stimme von Cole Freeman)